# يوسف بن يحيى البويطي
أبو يعقوب يوسف بن يحيى البُوَيْطِيُّ المصري (ت 231 هـ / 846 م) صاحب الإمام الشافعي، وخليفته من بعده على أصحابه. تفقه على الشافعي، واختص بصحبته حتى صار من أكبر أصحابه المصريين، ومن أشهر القائمين بفقهه. وكان جبلاً من جبال العلم والدين، عابداً، زاهداً، مُناظِراً، كثير الذكر والتهجد والتلاوة، سريع الدمعة. وبُويط من صعيد مصر.
قال أبو عاصم العبادي: «كان الشافعي رضي اللهُ عنه يعتمد البويطي في الفتيا، ويحيل عليه إذا جاءته مسألة». قال: «واستخلفه على أصحابه بعد موته، فتخرجتْ على يده أئمةٌ تفرقوا في البلاد، ونشروا علم الشافعي في الآفاق».
وقال الحميدي: قال الشافعي: «ليس أحد أحق بمجلسي من يوسف، وليس أحد من أصحابي أعلم منه».

## محنة خلق القرآن
تنبَّأ الشافعي للبويطي بأنه سيُمتحن، فكان كما قال وامتُحن في مسألة خلق القرآن، كما امتُحن الإمام أحمد بن حنبل.
قال الربيع: كنت عند الشافعي أنا والمزني وأبو يعقوب البويطي، فقال لي: أنت تموت في الحديث، وقال لأبي يعقوب: أنت تموت في الحديد، وقال للمزني: هذا لو ناظر الشيطان لغلبه. قال الربيع: فدخلت على البويطي أيام المحنة، فرأيته مقيداً إلى أنصاف ساقيه، مغلولة يداه إلى عنقه.
قال الربيع: كان البويطي أبداً يحرك شفتيه بذكر الله، وما أبصرت أحداً أنزع بحجة من كتاب الله من البويطي، ولقد رأيته على بغل، وفي عنقه غل، وفي رجليه قيد، وبين الغل والقيد سلسلة حديد، وهو يقول: «إنما خَلق اللهُ الخلقَ بـ«كُنْ»، فإذا كانت مخلوقة، فكأن مخلوقاً خُلق بمخلوق، ولئن أُدخلت عليه لأصدقنه [يعني الخليفة الواثق] ولأموتن في حديدي هذا، حتى يأتي قوم يعلمون أنه قد مات في هذا الشأن قوم في حديدهم».
قال ابن السبكي: «يرحم الله أبا يعقوب، لقد قام مقام الصِّدِّيقين». وقال:
قال الساجي: كان البويطي وهو في الحبس يغتسل كل جمعة، ويتطيب، ويغسل ثيابه، ثم يخرج إلى باب السجن إذا سمع النداء، فيرده السجان، ويقول: ارجع رحمك الله، فيقول البويطي: «اللهم إني أجبت داعيك فمنعوني».

## مصنفاته
من مصنفات البويطي «المختصر» المشهور باسمه «مختصر البويطي» اختصره من كلام الشافعي. وتردد اسم البويطي في كل كتب المذهب الشافعي.
قَالَ أَبُو عَاصِم: «هُوَ [مختصر البويطي] في غَايَة الْحسن على نظم أَبْوَاب الْمَبْسُوط». وقال تاج الدين السبكي: «وقفتُ عَلَيْهِ وَهُوَ مَشْهُور».

## وفاته
توفي البويطي في شهر رجب سنة إحدى وثلاثين ومئتين (231هـ)، في سجن بغداد، في القيد والغل.